# Julius Chan
Pour les articles homonymes, voir Chan.
Sir Julius Chan (zh: 陳仲民), né le 29 août 1939 et mort le 30 janvier 2025, est un homme politique papou-néo-guinéen. 
Il est Premier ministre de la Papouasie-Nouvelle-Guinée de 1980 à 1982, puis à nouveau de 1994 à 1997. Il est toujours député au moment de sa mort, ex officio en tant que gouverneur de la province de Nouvelle-Irlande. Il est le fondateur du Parti du progrès populaire (People's Progress Party).

## Biographie

### Jeunesse
Julius Chan, le cinquième de sept enfants, naît dans les îles Tanga (territoire de Nouvelle-Guinée). Son père est Chin Pak (陳柏), un commerçant immigré natif de Taishan, en Chine ; sa mère est une autochtone des îles Tanga. Il fait très tôt l'expérience du racisme, son père étant méprisé par la communauté chinoise locale pour avoir épousé une femme noire. Très jeune enfant, il est par ailleurs interné avec sa famille par les occupants japonais des îles Tanga durant les derniers mois de la Seconde Guerre mondiale.
Grâce à une bourse d'études, à partir de l'âge de 14 ans il est éduqué dans une école catholique à Brisbane en Australie, ce qu'il décrit plus tard comme ayant été certaines des années les plus heureuses de sa vie. Il retourne ensuite en Papouasie-Nouvelle-Guinée et y travaille pour l'entreprise de transport maritime de ses parents.

### Entrée en politique
À 27 ans, il est élu en 1968 à la Chambre d'Assemblée de ce qui est alors la colonie semi-autonome australienne de Papouasie-Nouvelle-Guinée, chambre qui devient le Parlement national lors de l'indépendance du pays en 1975. Ministre des Finances de 1972 à 1977, il met en place une politique qui favorise les investissements étrangers dans l'exploitation des ressources naturelles du pays, et le Premier ministre Michael Somare le fait par ailleurs vice-Premier ministre en 1976.

### Premier ministre (1980-1982)
En 1980, il introduit au Parlement la toute première motion de censure, contre « son proche ami » le Premier ministre Michael Somare, et le remplace. C'est le début d'une longue histoire d'instabilité politique en Papouasie-Nouvelle-Guinée, les gouvernements qui suivent étant fréquemment contraints à la démission par leurs rivaux au Parlement. Il hérite d'une situation fiscale difficile, et introduit une politique d'austérité et une dévaluation du kina, ainsi qu'une politique de développement par des projets d'infrastructures. En 1980, il répond favorablement à la demande de Walter Lini, le Premier ministre de la république voisine de Vanuatu nouvellement indépendante, d'envoyer les forces armées de Papouasie-Nouvelle-Guinée écraser le mouvement sécessionniste des autochtones francophones de l'île d'Espiritu Santo. Cette intervention est controversée ; les violences arbitraires et les vols commis contre des civils francophones par les soldats papou-néo-guinéens et par leurs adjoints de la Force mobile de Vanuatu (en) sont dénoncés par Amnesty International,.
En 1981, Julius Chan est fait chevalier commandeur de l'ordre de l'Empire britannique (KBE), puis devient membre du Conseil privé en 1982.

### Premier ministre (1994-1997)
Il redevient Premier ministre en 1994, en pleine guerre civile de Bougainville, où les forces armées de Papouasie-Nouvelle-Guinée tentent brutalement mais sans succès de réprimer la lutte armée indépendantiste sur l'île de Bougainville, qui concentre les principales ressources minières de la Papouasie-Nouvelle-Guinée. Le conflit a alors fait quelque 20 000 morts et fortement endommagé l'économie de la Papouasie-Nouvelle-Guinée. En 1996, Sir Julius Chan signe secrètement un contrat avec une entreprise britannique de mercenaires, Sandline International, chargeant ces mercenaires de vaincre l'Armée révolutionnaire de Bougainville. Le secret fuite en 1997, et fait scandale ; c'est l'affaire Sandline (en). Le commandant de la Force de Défense de Papouasie-Nouvelle-Guinée, Jerry Singirok (en), fait arrêter les mercenaires et exige la démission du Premier ministre. Le pays et ses voisins craignent la possibilité d'un coup d'État. Sous pression, Julius Chan démissionne.
Julius Chan est vice-premier ministre à quatre reprises (1976, 1985, 1986, 1992-1994), ministre des Finances à deux reprises (1972–1977, 1992–1994), ministre de l'Industrie (1976), et ministre des Affaires étrangères et du commerce (1994).

### Gouverneur de Nouvelle-Irlande
En 2007 il est élu gouverneur de la province de Nouvelle-Irlande, fonction qu'il exerce jusqu'à sa mort en y étant réélu continuellement, et fait campagne pour une autonomie politique accrue de sa province. Il introduit par ailleurs avec succès une pension de vieillesse en Nouvelle-Irlande.
Largement réélu au Parlement national aux élections de 2022 comme gouverneur de la province de Nouvelle-Irlande, il entame son neuvième mandat de député, faisant de lui le parlementaire qui siège depuis le plus longtemps : Les deux autres députés vétérans sont Peter Ipatas et John Pundari, qui commencent chacun leur sixième mandat. Décrit comme « le dernier des pères fondateurs de la Papouasie-Nouvelle-Guinée », ayant été parlementaire et ministre des Finances dans le gouvernement autonome du début des années 1970 juste avant l'indépendance du pays, Julius Chan est aussi, à 82 ans, le doyen d'âge du Parlement.
Il meurt à son domicile à Huris en Nouvelle-Irlande le 30 janvier 2025, à l'âge de 85 ans, quelques mois avant le 50e anniversaire de l'indépendance de la Papouasie-Nouvelle-Guinée,. Le Premier ministre James Marape décrète une semaine de deuil national, et des funérailles d'État. En son honneur, le nouveau billet de 100 kina en 2025, marquant les cinquante ans de l'indépendance du pays, est à son effigie.